# Імре Немет
Імре Немет (угор. Németh Imre; нар. 23 вересня 1917 — пом. 18 серпня 1989) — угорський легкоатлет, який спеціалізувався в метанні молота.
Син — Міклош Немет (нар. 1946) — олімпійський чемпіон з метання списа (1976).

## З життєпису
Олімпійський чемпіон з метання молота (1948).
Бронзовий олімпійський призер з метання молота (1952).
Дворазовий фіналіст чемпіонату Європи з метання молота — 4-е місце у 1946 та 6-е місце у 1954.
12-разовий чемпіон Угорщини з метання молота (1942, 1943, 1944, 1945, 1946, 1947, 1948, 1949, 1950, 1951, 1952, 1955).
Триразовий рекордсмен світу з метання молота — 59,02 (1948), 59,57 (1949) та 59,88 (1950).
Під час змагальної кар'єри суміщав спорт із роботою депутатом Національного зібрання Угорщини (1949—1953). Протягом 1953—1980 був директором «Непштадіону», найбільшої спортивної арени Угорщини. Протягом 1958—1963 входив до складу Національної ради фізичного виховання, а упродовж 1964—1973 — очолював Федерацію легкої атлетики Угорщини.

## Нагороди
- Кавалер Бронзового олімпійського ордену (1979)